# Oberonia truncatiglossa
Oberonia truncatiglossa är en orkidéart som beskrevs av Pieter van Royen. Oberonia truncatiglossa ingår i släktet Oberonia och familjen orkidéer.
Artens utbredningsområde är Papua Nya Guinea. Inga underarter finns listade i Catalogue of Life.